# Acraea anemosa
Acraea anemosa är en fjärilsart som beskrevs av William Chapman Hewitson 1865. Acraea anemosa ingår i släktet Acraea och familjen praktfjärilar. Inga underarter finns listade i Catalogue of Life.

## Bildgalleri

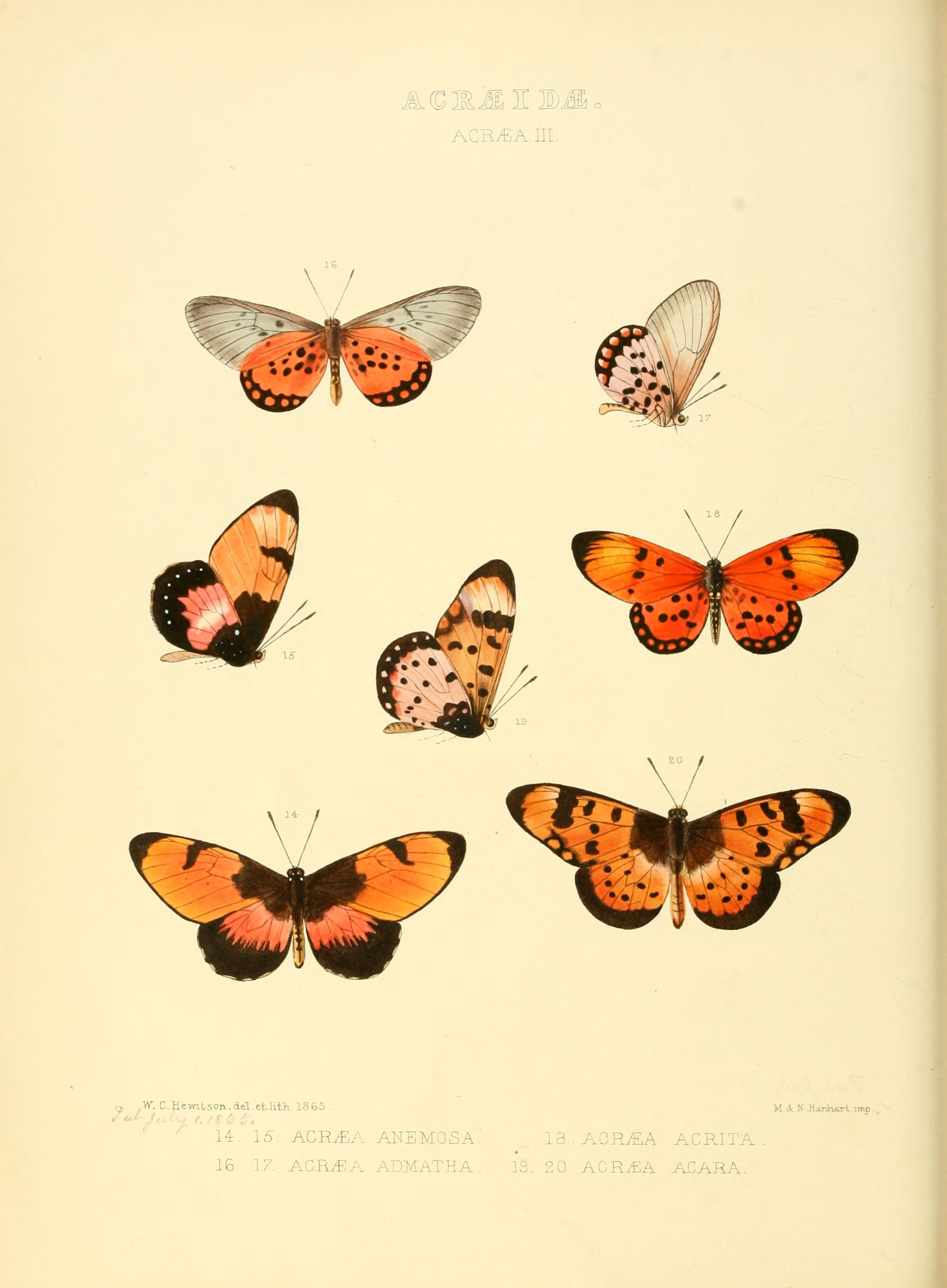